# Litocerus
Litocerus är ett släkte av skalbaggar. Litocerus ingår i familjen plattnosbaggar.

## Dottertaxa tillLitocerus, i alfabetisk ordning[1]
- Litocerus adelphus
- Litocerus alternans
- Litocerus alternus
- Litocerus ambustus
- Litocerus ampliatus
- Litocerus anatinus
- Litocerus ancoralis
- Litocerus andamanicus
- Litocerus anna
- Litocerus annulipes
- Litocerus balli
- Litocerus beninus
- Litocerus benitensis
- Litocerus bicuspis
- Litocerus callias
- Litocerus celebensis
- Litocerus ceriger
- Litocerus chorispilus
- Litocerus communis
- Litocerus confatalis
- Litocerus crassus
- Litocerus crucicollis
- Litocerus crux-andreae
- Litocerus cryptus
- Litocerus didymus
- Litocerus divergens
- Litocerus dividus
- Litocerus dorsalis
- Litocerus doximus
- Litocerus dysallus
- Litocerus effatus
- Litocerus exornatus
- Litocerus fasciatus
- Litocerus fidelis
- Litocerus figuratus
- Litocerus filicornis
- Litocerus flexosus
- Litocerus flexuosus
- Litocerus fluviatilis
- Litocerus forticornis
- Litocerus foveolatus
- Litocerus fraternus
- Litocerus fuliginosus
- Litocerus gemellus
- Litocerus glebula
- Litocerus granulatus
- Litocerus haemaris
- Litocerus helictus
- Litocerus histrio
- Litocerus humeralis
- Litocerus inclinans
- Litocerus inermis
- Litocerus infans
- Litocerus infirmus
- Litocerus insignis
- Litocerus jacobsoni
- Litocerus javanicus
- Litocerus jordani
- Litocerus khasianus
- Litocerus kuehni
- Litocerus laticollis
- Litocerus leucomelas
- Litocerus leucospilus
- Litocerus leucostictus
- Litocerus longinonus
- Litocerus luteus
- Litocerus macrophthalmus
- Litocerus maculatus
- Litocerus mentawensis
- Litocerus miles
- Litocerus mocquerysi
- Litocerus moestificus
- Litocerus moestus
- Litocerus multilineatus
- Litocerus nigritarsis
- Litocerus nigriventris
- Litocerus nilgiriensis
- Litocerus notalis
- Litocerus obscurus
- Litocerus parakensis
- Litocerus parvulus
- Litocerus perplexus
- Litocerus petilus
- Litocerus phelus
- Litocerus philippinensis
- Litocerus phygus
- Litocerus plagiatus
- Litocerus plagifer
- Litocerus planirostris
- Litocerus pollionis
- Litocerus propinquus
- Litocerus puncticollis
- Litocerus quinarius
- Litocerus rajah
- Litocerus rhodesiensis
- Litocerus rhombicus
- Litocerus scutellaris
- Litocerus segmentatus
- Litocerus sellatus
- Litocerus semnus
- Litocerus senniger
- Litocerus socius
- Litocerus stichoderes
- Litocerus stichus
- Litocerus sticticus
- Litocerus striatus
- Litocerus subconvexus
- Litocerus suturalis
- Litocerus taeniatus
- Litocerus tagens
- Litocerus tenuipictus
- Litocerus thaus
- Litocerus timius
- Litocerus torosus
- Litocerus vagulus
- Litocerus variegatus
- Litocerus verrucosus
- Litocerus vestitus
- Litocerus virgulatus
- Litocerus xenopus
- Litocerus ypsilon
- Litocerus zosterius